# Lista de selos de Portugal - República - 1990-1999
A categoria Portugal - República inclui todas as emissões comemorativas de Portugal no período da República, ou seja, depois de 1910.
| 1990 - Selo Faiança Portuguesa - 1.º grupo - Selo Pintura Portuguesa do Século XX - 5.º grupo - Selo Protecção da Natureza - Açores - Selo Datas da Historia de Portugal - Selo Navegadores Portugueses - 1.º grupo - Selo EUROPA 90 - Selo EUROPA 90 - Açores - Selo EUROPA 90 - Madeira - Selo 150 Anos do Selo em Portugal - Selo Felicitações - Selo Frutos e Plantas sub-tropicais da Madeira - Selo Vultos das Letras em Portugal - Selo Profissões Típicas Açorianas - 1.º grupo - Selo Barcos Típicos da Madeira - Selo Pintura Portuguesa do Século XX - 6.º grupo - Selo Os Navios dos Descobrimentos - 1.º grupo - Selo Palácios Nacionais - Selo 100 Anos da Estação do Rossio - Selo 10º Aniversario da Morte de Francisco Sá Carneiro 1991 - Selo Protecção da Natureza - Madeira - Selo Faiança Portuguesa - 2.º grupo - Selo Navegadores Portugueses - 2.º grupo - Selo Ano Europeu do Turismo - Selo EUROPA 91 - Selo EUROPA 91 - Açores - Selo EUROPA 91 - Madeira - Selo Europália-91 - Selo Os Navios dos Descobrimentos - 2.º grupo - Selo Frutos e Plantas sub-tropicais da Madeira - 2.º grupo - Selo Tesouros Reais - Selo Profissões Típicas Açorianas - 2.º grupo - Selo Datas da História - 1º Centenário da Morte de Antero de Quental - Selo 5° Centenário da Missionação do Congo - Selo Património Arquitectónico - Selo História das Comunicações em Portugal - Selo Desporto - Selo Museu do Automóvel Antigo - Caramulo - Selo Transportes dos Açores 1992 - Selo Presidência Portuguesa das Comunidades Europeias - Selo Faiança Portuguesa - 3.º grupo - Selo Tesouros Reais - 2.º grupo - Selo Frutos e Plantas Sub-Tropicais da Madeira - 3.º grupo - Selo Navegadores Portugueses - 3.º grupo - Selo Museu do Automóvel Antigo - Oeiras - Selo 450 Anos da Chegada dos Portugueses ao Japão - Selo Expo-92 - Selo Instrumentos Náuticos dos Descobrimentos - Selo Datas da História - 5° Centenário do Hospital Real de Todos os Santos - Selo Datas da História - 75 Anos das Aparições de Fátima - Selo Datas da História - Centenário do Porto de Leixões - Selo EUROPA 92 - 5° Centenário da Descoberta da América - Selo EUROPA 92 - 5° Centenário da Descoberta da América - Açores - Selo EUROPA 92 - 5° Centenário da Descoberta da América - Madeira - Selo ECO-92 - Conferência das Nações Unidas sobre o Ambiente e Desenvolvimento - Selo Profissões Típicas Açorianas - 3.º grupo - Selo Jogos Olímpicos de Barcelona - Selo Centenário da Praça de Touros do Campo Pequeno - Selo Barcos da Madeira - Selo Transportes dos Açores - Selo Mercado Único Europeu - Selo Ano Europeu da Segurança Higiene e Saúde no Local de Trabalho 1993 - Selo Centenário do Nascimento de Almada Negreiros - Selo Instrumentos Náuticos dos Descobrimentos - 2.º grupo - Selo Navegadores Portugueses - 4.º grupo - Selo EUROPA 93 - Arte Contemporânea - Selo EUROPA 93 - Arte Contemporânea - Açores - Selo EUROPA 93 - Arte Contemporânea - Madeira - Selo Engenhos de Moer - Açores - Selo 125 Anos dos Bombeiros Voluntários em Portugal - Selo Protecção da Natureza - Madeira - Selo União das Cidades Capitais da Língua Portuguesa (UCCLA) - Selo Arquitectura Regional - Madeira - Selo Escultura Portuguesa - 1.º grupo - Selo Congresso Ferroviário Mundial - Selo 450 Anos da Chegada dos Portugueses ao Japão - Selo Traineiras da Costa Portuguesa - Selo Fauna em Vias de Extinção - Selo Marcos e Caixas do Correio - Selo Arquitectura do Período dos Descobrimentos - Açores - Selo 40 Anos do Tratado de Amizade e Consulta entre Brasil e Portugal - Selo 850 Anos da Conferência de Zamora 1994 - Selo 40° Aniversário da União Europeia Ocidental - Selo 1º Centenário do Comité Olímpico Internacional - Selo Vultos da Cultura - Oliveira Martins e Florbela Espanca - Selo 6° Centenário do Nascimento do Infante D. Henrique - Selo Azulejaria Portuguesa nos Açores - Selo 20° Aniversário do 25 de Abril - Selo Navegadores Portugueses - 5.º grupo - Selo EUROPA 94 - Selo EUROPA 94 - Açores - Selo EUROPA 94 - Madeira - Selo Artesanato Madeirense - 1.º grupo - Selo Ano Internacional da Família - Selo 500 Anos do Tratado das Tordesilhas - Selo Campeonato do Mundo de Futebol - Selo Brasões da Madeira - Selo Lisboa Capital Europeia da Cultura - Selo Escultura Portuguesa - 2.º grupo - Selo Ano Português de Segurança Rodoviária - Selo Protecção da Natureza - Arte de Falcoaria - Selo Traineiras da Costa Portuguesa - 2.º grupo - Selo Arquitectura do Período dos Descobrimentos - Açores - 2.º grupo - Selo Veículos de Transporte Postal - Selo Transportes Ferroviários no Portugal de Hoje - Selo 150° Aniversário da Caixa Económica Montepio Geral - Selo Dia Mundial da Poupança - Selo Pousadas Históricas - Selo Congresso Mundial da ASTA - Selo 550 Anos do Estabelecimento dos Primeiros Contactos de Portugal com o Senegal - Selo Evangelização e Encontro de Culturas - Selo 350 Anos da Batalha do Montijo - Selo Natal 94 1995 - Selo Ano Europeu da Conservação da Natureza - Selo Vultos da Cultura - Açores - Selo 100 Anos do Carro Eléctrico em Portugal - Selo 100 Anos do Automóvel em Portugal - Selo 5° Centenário do Nascimento de S. João de Deus - Selo Profissões e Personagens do Século XIX - 1.º grupo - Selo EUROPA 95 - Paz e Liberdade - Selo 50 Anos das Nações Unidas - Selo 8° Centenário do Nascimento de Santo António - Selo Artesanato Madeirense - 2.º grupo - Selo 600 Anos dos Bombeiros em Portugal - Selo 500 Anos da Proclamação de D. Manuel I - Selo Arquitectura Civil Açoriana - Selo Transportes Ferroviários no Portugal de Hoje - Selo Escultura Portuguesa - 3.º grupo - Selo A Arte e os Descobrimentos - Selo 150 Anos do Nascimento de Eça de Queiroz - Selo 50° Aniversário da TAP Air Portugal - Selo Natal 95 1996 - Selo Centenário das Campanhas Oceanográficas do Rei D. Carlos I de Portugal e do Príncipe Alberto I de Mónaco - Selo 200 Anos da Biblioteca Nacional - Selo 700 Anos do Português como Língua Oficial - Selo Profissões e Personagens do Século XIX - 2.º grupo - Selo 500 Anos do Nascimento de João de Barros - Selo 100 Anos da Morte de João de Deus - Selo 50° Aniversário da UNICEF - Selo EUROPA 96 - Mulheres Célebres - Selo Faróis dos Açores - Selo Campeonato Europeu de Futebol - Selo 500 Anos da Morte de João Vaz Corte-Real - Selo Jogos Olímpicos de Atlanta - Selo Pintura Sacra - Madeira - Selo 100 Anos da Morte do Fadista Hilário - Selo 100 Anos do Cinema em Portugal - Selo 550 Anos das Ordenações Afonsinas - Selo 100 Anos do Nascimento de Azeredo Perdigão - Selo Brasões dos Distritos de Portugal - 1.º grupo - Selo 175 Anos da Distribuição Domiciliária do Correio - Selo Cozinha Tradicional Portuguesa - 1.º grupo - Selo 900 Anos da Constituição do Condado Portucalense - Selo 500 Anos da Descoberta do Caminho Marítimo para a Índia - 1.º grupo - Selo 150 Anos do Banco de Portugal - Selo Pelos Direitos do Povo de Timor - Selo OSCE - Organização para a Segurança e Cooperação na Europa 1997 - Selo Fragata D. Fernando II e Glória - Naus da Carreira da Índia - Selo Insectos da Madeira - Selo Projecto Vida - Selo 200 Anos do Instituto de Gestão do Crédito Público - Selo Conservação da Natureza - Selo Profissões e Personagens do Século XIX - 3.º grupo - Selo Talha Dourada - Açores - Selo EUROPA 97 - Lendas - Selo Desportos Radicais - Selo 400 Anos da Morte do Padre José de Anchieta - Selo 300 Anos da Morte do Padre António Vieira - Selo 400 Anos da Morte do Padre Luís Fróis - Selo 850 Anos da Conquista de Lisboa e Santarém aos Mouros - Selo Cozinha Tradicional Portuguesa - 2.º grupo - Selo Centro Histórico do Porto - Património Mundial - Selo 700 Anos do Mutualismo em Portugal - Selo 50 Anos do Laboratório de Engenharia Civil - Selo 700 Anos do Tratado de Alcanises - Selo Brasões dos Distritos de Portugal - 2.º grupo - Selo 200 Anos do Alvará da Criação do Serviço Público de Correio - Selo Cartografia Portuguesa - Selo Oceanos - Expo-98 - O Plâncton - Selo 500 Anos da Descoberta do Caminho Marítimo para a Índia - 2.º grupo - Selo Sintra - Património Mundial 1998 - Selo 350 Anos da Engenharia Militar - Selo Centenário da Morte de Roberto Ivens - Selo 500 Anos das Misericórdias - Selo 250 Anos do Aqueduto das Águas Livres - Selo Profissões e Personagens do Século XIX - 4.º grupo - Selo Oceanos - Expo-98 - O Plâncton - Selo Inauguração da Ponte Vasco da Gama - Selo 150 Anos da Associação Industrial Portuense - Selo 100 Anos do Aquário Vasco da Gama - Selo Festas Nacionais - Selo Expo-98 - Selo 100 Anos da Descoberta do Rádio - Marie Curie - Selo Centenário do Nascimento de Bernardo Marques - Selo Centenário do Nascimento do Escritor Ferreira de Castro - Selo 50 Anos da Declaração Universal dos Direitos do Homem - Selo Brasões dos Distritos de Portugal - 3.º grupo - Selo 250 Anos da Indústria Vidreira na Marinha Grande - Selo Regata Vasco da Gama - Selo O Mar dos Açores - Selo 500 Anos da Descoberta do Caminho Marítimo para a Índia - 3.º grupo - Selo Insectos da Madeira - 2.º grupo - Selo 200 Anos da Mala Posta e do Alvará de Reorganização do Correio Marítimo para o Brasil - Selo VIII Cimeira Ibero-Americana - Selo Parque Arqueológico do Vale do Côa - Selo Saúde em Portugal - Selo José Saramago - Prémio Nobel da Literatura 1998 1999 - Selo Profissões e Personagens do Século XIX” - 5.º grupo - Selo EURO - A Nova Moeda Europeia - Selo Os Portugueses na Austrália - Selo 200 Anos do Nascimento de Almeida Garrett - Selo 50 Anos da Candidatura do General Norton de Matos à Presidência da República - Selo 75 Anos da Ligação Aérea Portugal-Macau - Selo 25 Anos da Revolução do 25 de Abril de 1974 - Selo 50 Anos do Conselho da Europa - Selo EUROPA 99 - Parques Nacionais - Selo 300 Anos do Nascimento do Marquês de Pombal - Selo Encontro de Culturas - Dia da Cidade de Macau - Selo 75 Anos da Arma da Aeronáutica - Selo Azulejos da Madeira - Selo 50 Anos do Surrealismo em Portugal - Selo Travessia Ferroviária da Ponte 25 de Abril - Selo 125 Anos da União Postal Universal - Selo Doces Conventuais” - 1.º grupo - Selo 750 Anos da Conquista do Algarve - Selo Pintura Contemporânea dos Açores - Selo Vultos da Medicina Portuguesa - Selo 200 Anos do Regulamento Provisional do Correio - Selo 100 Anos do Nascimento de Jaime Martins Barata - Selo Natal 99 - Selo Encontro de Culturas - Selo Macau - Retrospectiva | - Ceres - Lusíadas - Caravela - Cavaleiro / D.Dinis - Paisagens e Monumentos - Instrumentos de trabalho - Arquitectura popular portuguesa - Navegadores portugueses - Profissões e personagens do século XIX - Aves de Portugal - Máscaras de Portugal - Transportes Públicos Urbanos |